# 奥尔泰莱
奥尔泰莱（義大利語：Ortelle），是意大利莱切省的一个市镇。总面积9平方公里，人口2428人，人口密度269.8人/平方公里（2009年）。ISTAT代码为075056。